# Charles Sedley (2e baronnet)
Charles Sedley, 2e baronnet (c. 1721 - 23 août 1778), est un homme politique britannique qui siège à la Chambre des communes entre 1747 et 1778.

## Biographie
Sedley est le fils aîné de Charles Sedley, 1er baronnet, fils de Charles Sedley, fils illégitime de Charles Sedley (5e baronnet) et fait ses études à la Westminster School et à l'University College d'Oxford, où il s'inscrit en 1739. Il succède à son père en 1730 et siège comme député de Nottingham de 1747 à 1754 et de 1774 à 1778.
Sedley est décédé célibataire en août 1778, et le titre de baronnet s'éteint. Il lègue ses biens à une fille illégitime, qui épouse Henry Venables-Vernon, plus tard le 3e baron Vernon.